# Nos voisins, les hommes (jeu vidéo)
Nos voisins, les hommes (intitulé Over the Hedge dans la version originale américaine) est un jeu vidéo d'action développé par Edge of Reality, Vicarious Visions et Beenox et édité par Activision, sorti en 2006 sur Windows, GameCube, PlayStation 2, Xbox, Game Boy Advance et Nintendo DS.
Il est basé sur le long métrage d'animation du même nom. Il a pour suite Nos voisins, les hommes : Zamy pète les plombs !.

## Trame
Le scénario de Nos voisins, les hommes se déroule une année après les événements du film. Le jeu offre la possibilité de contrôler quatre personnages : Verne une tortue qui vient de sortir de son hibernation hivernale, Riton un raton-laveur habitué à la présence humaine, Zamy un écureuil et Stella une mouffette (uniquement dans les versions consoles et ordinateur). Ces derniers décident d'explorer, avec leur « gang » d'animaux, l'autre côté de la haie qui sépare leur forêt du monde des humains afin de récupérer de la nourriture.

## Système de jeu
Nos voisins, les hommes se décline en plusieurs genre en fonction de son portage sur différentes plate-formes de jeu.
Sur console de salon et ordinateur, il s'agit d'un jeu vidéo d'action et d'aventure. Le but est de parcourir la ville humaine tout en récupérant un maximum de nourriture, en accomplissant des objectifs prédéfinis et en éliminant les ennemis grâce à différents types d'attaques. Au début de chaque partie, le joueur doit choisir deux des quatre personnages principaux. Chacun d'entre eux possède sa propre attaque au corps à corps et utilise par exemple une batte de baseball, un bâton ou un club de golf. Par ailleurs, un arsenal composé de quatre armes disséminées dans les niveaux permet d'effectuer des attaques à distance. De plus, une touche assignée sur la manette de jeu ou le clavier permet de changer d'un personnage à l'autre, chacun possédant une santé unique. Le choix de jouer en coopération permet à deux joueurs d'incarner chacun un personnage. 
Sur Game Boy Advance, Nos voisins, les hommes est un jeu vidéo d'aventure et d'infiltration uniquement jouable en solo, qui possède un total de 25 niveaux. Le but est en permanence de collecter de la nourriture dans les maisons de la ville. Une mission se divise en quatre phases : la forêt, la ville, le jardin et la maison. À chacune de ces phases, le joueur doit trouver des subterfuges pour que son personnage ne se fasse pas repérer par les humains, assomme les animaux hostiles ou encore évite les pièges. Au cœur de la maison, le joueur est amené à créer des diversions afin d'esquiver les propriétaires et récupérer discrètement les morceaux de nourriture.
Enfin, la version Nintendo DS ressemble légèrement à celle de la GBA, puisqu'il s'agit aussi d'un jeu vidéo d'aventure et d'infiltration. Néanmoins, la coopération est cette fois-ci de mise pour mener à bien les missions, dont l'objectif est toujours de récolter le maximum de nourriture.

## Développement
Début 2006, le projet d'un jeu vidéo naît d'un accord passé entre DreamWorks et Activision. Ce dernier devient l'éditeur et est alors en charge d'adapter en jeu vidéo le futur film de la société d'animation, dont la sortie mutuelle des deux produits est prévue en mai 2006 en Amérique du Nord et en juin de la même année en Europe. Cette association permet à certains acteurs du film d'interpréter à nouveau leur propre personnage, ainsi Sami Kirkpatrick, Madison Davenport et Shane Baum redoublent respectivement Bucky, Squillo, et Spike bien que ce sont tous des rôles secondaires.
Trois studios sont choisis pour développer le jeu sur plusieurs plate-formes. Edge of Reality s'occupe du développement des versions sur consoles de salon (GameCube, PlayStation 2 et Xbox) tandis que Vicarious Visions est amené à travailler pour les adaptations sur consoles portables (Game Boy Advance et Nintendo DS). Quant au studio québécois Beenox, il développe le jeu sous Microsoft Windows.
Au fil des semaines, Activision laisse entrevoir de plus en plus d'images de gameplay des différentes versions du jeu,,,,. En outre, lors de l'édition 2006 de l'E3, l'éditeur présente publiquement Nos voisins, les hommes à son salon.

## Accueil

### Critiques
| Aperçu des notes reçues     | Aperçu des notes reçues | Aperçu des notes reçues | Aperçu des notes reçues | Aperçu des notes reçues | Aperçu des notes reçues | Aperçu des notes reçues |
| Publication                 | NGC                     | PS2                     | Xbox                    | Windows                 | GBA                     | DS                      |
| --------------------------- | ----------------------- | ----------------------- | ----------------------- | ----------------------- | ----------------------- | ----------------------- |
| Jeuxvideo.com               | 10 / 20                 | 10 / 20                 | 10 / 20                 | 10 / 20                 | 9 / 20                  | 12 / 20                 |
| GameSpot                    | 5,6 / 10                | 5,6 /10                 | 5,6 / 10                | 5,6 / 10                | 5,4 / 10                | 5,4 / 10                |
| IGN                         | 6,5 / 10                | 6,5 / 10                | 6,5 / 10                | 6,5 / 10                | —                       | 8,2 / 10                |
| Aperçu des notes composites |                         |                         |                         |                         |                         |                         |
| Metacritic                  | 61 %                    | 58 %                    | 61 %                    | 65 %                    | 49 %                    | 71 %                    |

Nos voisins, les hommes reçoit globalement des critiques moyennes pour toutes les versions du jeu, certaines bonnes et d'autres mauvaises. Sur console de salon, les critiques relèvent de nombreux problèmes pour chaque point du jeu. En termes de jouabilité, IGN souligne un « gameplay simpliste » bien que promptement jouable en coopération. Un avis partagé par GameSpot qui le qualifie aussi de répétitif mais qui « permet aux parents de jouer facilement avec les enfants ». Pour Jeuxvideo.com, les minis-jeux « n'ont pas un grand intérêt à cause d'une jouabilité assez catastrophique » et IGN aurait fermement « préféré s'en passer ». Bien que les critiques aient remarqué que les graphismes respectent ceux du film, Jeuxvideo.com les jugent peu « extraordinaires », alors qu'au contraire le site web Game Revolution apprécient leur netteté et leur côté cartoonesque.  
La version Nintendo DS est celle qui est la mieux notée. Metacritic collecte un score de 71 % basé sur 17 critiques. Le gameplay est plus apprécié dans cette autre version du jeu. En outre, si Jeuxvideo.com exprime une certaine lassitude, le site web spécialisé estime « qu'il peut être une bonne alternative pour de jeunes joueurs désireux de trouver un petit jeu digne d'intérêt ».

### Ventes
D'après les chiffres publiés par le site web VG Chartz, au 23 décembre 2016, le jeu a été vendu à plus de 1,53 million d'exemplaires à travers le monde, toutes versions confondues. Près de 540 000 copies sont vendues sur PlayStation 2 et 350 000 de plus sur GameCube. Le jeu s'est principalement exporté en Amérique du Nord, où près de 1,22 million d'unités se sont écoulées, représentant environ 80% des ventes totales.

## Postérité
Fort d'un suffisant succès commercial du jeu et malgré une réception critique moyenne, DreamWorks continue son association avec Activision pour développer un nouvel opus lié au film. Le jeu s'intitule Nos voisins, les hommes : Zamy pète les plombs ! et est porté sur PlayStation Portable et Nintendo DS par le studio Amaze Entertainment et sur Game Boy Advance par Vicarious Visions. Il sort en janvier 2007 à l'occasion de la sortie en DVD du film d'animation et rencontre comme son prédécesseur de nombreuses critiques moyennes,. Cependant, cette fois-ci, le succès commercial n'est pas au rendez-vous, et Activision signe son dernier jeu envers la série Nos voisins, les hommes. 